# Gespring
Koordinaten: 50° 43′ 59,1″ N, 10° 27′ 49,9″ O

Der abfließende Bach mündet in die Schmalkalde

Das Gespring oder die Gespringquelle ist eine Karstquelle in Schmalkalden am westlichen Rand des Thüringer Waldes.

## Beschreibung
Das Gespring befindet sich im Stadtteil Weidebrunn, unmittelbar am Flusslauf der Schmalkalde. Die Karstquelle tritt im Privatgrundstück des städtischen Wasserwerkes zutage und ist komplett umzäunt. Nach wasserrechtlichen Gesichtspunkten wird die Quelle vom Wasserversorgungszweckverband „Gespringwasser Schmalkalden und Umgebung“ bewirtschaftet.
Im Rahmen der Landesgartenschau 2015 in Schmalkalden war die Quelle für den Zugang der Öffentlichkeit vorgesehen. Ihre durchschnittliche Schüttung beträgt 200 Liter pro Sekunde (max. 500 l/s) bzw. 20.000 m³ am Tag. Das Wasser stammt aus einem Karst- und Kluft-Grundwasserleiter. Bereits 1504 wurde die Gespringquelle gefasst und zur Trinkwasserversorgung genutzt. Im 22 m langen, 14 m breiten und etwa 5 m tiefen Buntsandsteinbecken befinden sich drei größere Quellaustritte, von denen besonders der östliche eine auffallend starke Schüttung aufweist. Der abfließende Bach mündet nach wenigen Metern in die Schmalkalde. In Zeiten der Maximalschüttung diente zusätzlich ein mit Sandsteinplatten eingefasstes flaches Gerinne als Abflusselement.

## Herkunft des Wassers
Das Gespring bezieht sein Wasser aus zwei verschiedenen Einzugsgebieten. Während ein Teil des Wassers aus dem Gebiet rechts des Tals um Reichenbach stammt, werden die anderen Quellen von der linken Seite bei Asbach gespeist. Diese unterschiedlichen Wässer zeigen bei Hochwasser unterschiedliche Färbungen im Gespringbecken. Deshalb wurde die Quelle nur bis Ende 2002 zur Trinkwasserversorgung der Stadt genutzt. Schmalkalden wird seitdem mit Fernwasser von der Schleusetalsperre nördlich von Schönbrunn versorgt.

## Geschichte
Nach archivarischen Unterlagen begann das Gespring im Jahre 1415 urplötzlich während eines Unwetters auf den heutigen Gespringwiesen zu sprudeln. Längere Zeit wurde dieses Naturphänomen mit der für das Mittelalter typischen Gottesehrfurcht bestaunt, bevor die Quellaustritte baulich gefasst wurden und man das Quellwasser in die nahegelegene Stadt leitete. Um 1530 wurde ein erstes städtisches Versorgungsnetz aus Holzröhren gebaut, um in Schmalkalden Brauhäuser und Laufbrunnen auf zentralen Plätzen zu beliefern.
Früher wurde die Wasserkraft des grundsätzlich um 7 bis 8 °C warmen Überlaufs zum Betreiben von Mühl-, Hammer- und Schleifwerken, auch gerade in den streng frostigen mittelalterlichen Winterzeiten, als Standortvorteil erkannt und ausgenutzt. Die Reste des heutigen Fassungsbauwerks sind das Renovierungsergebnis aus dem Jahr 1662, welche 1742 durch das hessische Wappen und durch das schmalkaldische Stadtwappen ergänzt wurden.
Nach der Karstquelle ist der regionale Trinkwasserver- und Abwasserentsorger GEWAS (GEspring WAsser Schmalkalden) sowie die Straßennamen Gespringweg und Am Gespringrain benannt.